# Есипов, Борис Петрович
Борис Петрович Есипов (1894—1967) — советский педагог и учёный, организатор образования; доктор педагогических наук, профессор, член-корреспондент Академии педагогических наук РСФСР (1956).
Автор около 130 опубликованных работ.

## Биография
Родился 2 мая (14 мая по новому стилю) 1894 года в селе Полом Глазовского уезда Вятской губернии.
Окончив четырёхгодичную начальную школу в Поломе и Глазовскую мужскую гимназию, в 1913 году поступил на историко-филологический факультет Петроградского университета (ныне Санкт-Петербургский государственный университет). Окончив вуз в 1918 году, вернулся на родину. В годы становления Советской власти принимал участие в организации волостных советов в селах Полом, Зура, Игра Глазовского уезда. В июне 1919 года Есипову поручили возглавить школьный подотдел Глазовского уездного отдела народного образования. Одновременно он работал учителем истории в школе 2-й ступени в Глазове.
В 1923—1928 годах Б. П. Есипов работал в отделе единой школы Главного управления социального воспитания и политехнического образования детей при Норкомпросе РСФСР, в 1928—1931 годах — в Институте методов школьной работы, в 1931—1933 годах — в Научно-исследовательском программно-методическом институте. В 1934 году ему было присвоено ученое звание доцента. Ещё до защиты диссертации работал доцентом кафедры педагогики Московского государственного педагогического института, затем заведовал кафедрой педагогики Института усовершенствования учителей.
В июле 1941 года добровольно ушёл в народное ополчение и участвовал в Великой Отечественной войне. В 1944 году был демобилизован по ранению, после чего вернулся к научно-педагогической деятельности. С 1944 года и до конца жизни работал в Институте теории и истории педагогики Академии педагогических наук, где с 1946 года был заместителем директора, а в 1951—1955 годах — директором.
Значительное место в деятельности Б. П. Есипова занимали проблемы методов и форм обучения, теория урока, вопросы классификации уроков по основным дидактическим целям. В течение более десяти лет он был заместителем редактора журнала «Начальная школа», в течение ряда лет — заместителем и редактором журнала «Советская педагогика». Признанием больших заслуг Б. П. Есипова стало присуждение ему в 1963 году учёной степени доктора педагогических наук без защиты диссертации (по совокупности научных работ). Под его научным руководством успешно защитили кандидатские диссертации 15 аспирантов.
Борис Петрович Есипов был награждён двумя орденами Трудового Красного Знамени и несколькими медалями, в том числе «За оборону Москвы» и «За победу над Германией».
Умер 20 февраля 1967 года в Москве.
Свою научную библиотеку Борис Петрович завещал Глазовскому государственному педагогическому институту.